# Eimert van Middelkoop
Eimert van Middelkoop (Berkel en Rodenrijs, 14 februari 1949) is een Nederlands voormalig politicus voor de ChristenUnie. In het kabinet-Balkenende IV was hij minister van Defensie en minister voor Wonen, Wijken en Integratie, daarvoor zat hij in de Eerste en Tweede Kamer.

## Levensloop

### Studie en start loopbaan
Van Middelkoop studeerde na het behalen van het diploma hbs-b een paar jaar (beleids)sociologie aan de Nederlandse Economische Hogeschool - thans de Erasmus Universiteit Rotterdam - waarin hij zijn kandidaatsexamen behaalde. Tijdens zijn gehele studententijd van 1966 tot 1973 was hij lid van de Vereniging van Gereformeerde Studenten te Rotterdam (VGSR). Hij was in 1971 en 1972 als docent verbonden aan de Gereformeerde Sociale Academie te Zwolle.
In 1973 werd Van Middelkoop lid van het Gereformeerd Politiek Verbond (GPV) en startte hij in september zijn politieke carrière als fractiemedewerker voor het GPV. Gedurende die tijd vroeg en kreeg hij uitstel van militaire dienstplicht vanwege 'persoonlijke onmisbaarheid' op zijn werk, tot hij dertig werd en hij niet meer in dienst hoefde. Dit vertelde hij in een interview met het tijdschrift Vrij Nederland in september 2008, toen hij minister van Defensie was. Zijn ontboezeming kwam hem op kritiek te staan uit de hoek van de militaire vakbonden, die hierom zijn geloofwaardigheid als minister van Defensie in twijfel trokken.

### Lid Tweede Kamer
In 1989 werd hij lid van de Tweede Kamer, eerst voor het GPV en later voor de ChristenUnie toen de RPF en het GPV in 2001 fuseerden. Hij was voorzitter van een parlementaire commissie die onderzoek deed naar klimaatverandering en had zitting in een tijdelijke commissie ter voorbereiding van de parlementaire enquête over de Val van Srebrenica. Ook was hij initiatiefnemer van een motie die ertoe leidde dat de Tweede Kamer instemmingsrecht kreeg bij uitzending van militairen, de artikel 100-brief. Van Middelkoop was bij de Tweede Kamerverkiezingen 2002 nummer vier op de kandidatenlijst van de ChristenUnie, maar werd niet gekozen omdat nummer zeven, Tineke Huizinga, via voorkeurstemmen de vierde zetel verkreeg.
Van 2003 tot 2007 was Van Middelkoop lid van de Eerste Kamer. Hij hield zich daar bezig met onder meer Buitenlandse Zaken, Financiën, Defensie, Cultuur en Milieu. Toen eind 2006 de ChristenUnie in beeld kwam voor regeringsdeelname, werd Van Middelkoop genoemd om een ministerspost te bekleden.

### Minister van Defensie en van Wonen, Wijken en Integratie

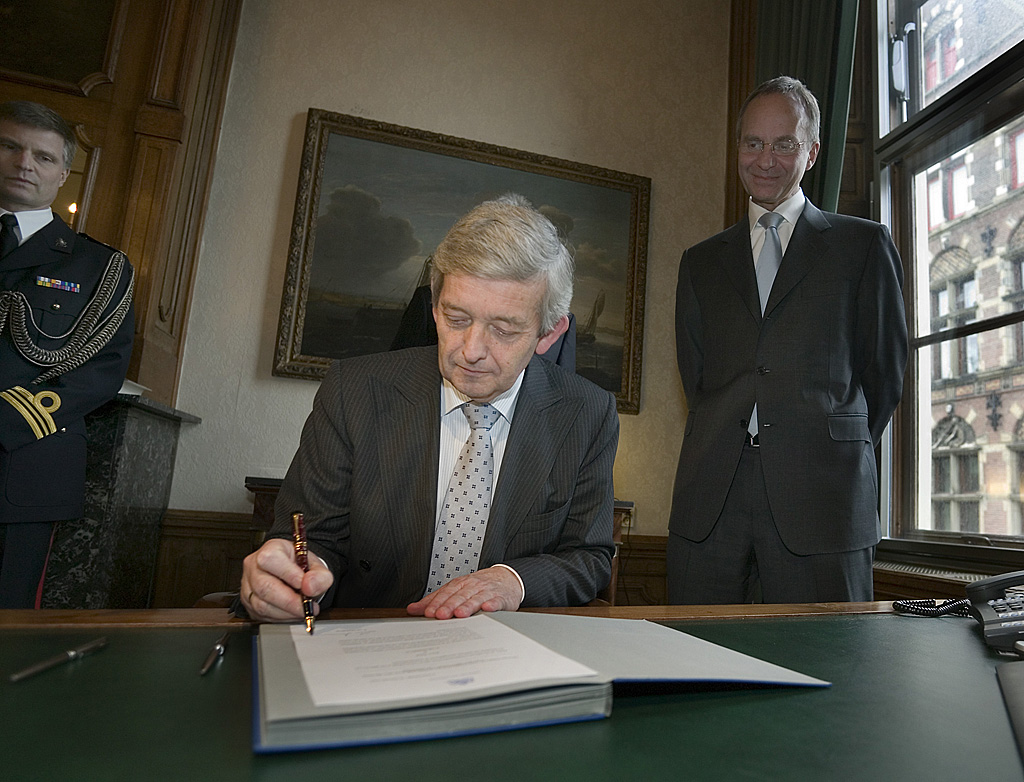
Van Middelkoop neemt de taken van Kamp over als minister van Defensie, 2007

Op 22 februari 2007 werd Van Middelkoop beëdigd als minister van Defensie in het kabinet-Balkenende IV. Hij bracht in 2007 samen met staatssecretaris Cees van der Knaap de beleidsbrief 'Wereldwijd dienstbaar' uit over de Nederlandse militaire rol bij internationale crisisbeheersing. Uitgangspunt hierin was dat in een langere tijdsspanne aan maximaal drie operaties tegelijk in het 'lagere deel' van het militaire geweldsspectrum kan worden deelgenomen. Inzet was meer investeren in personeel, met name in werving en behoud, en verbetering van de operationele inzetbaarheid.
Hij was in 2007 samen met minister Verhagen eerstverantwoordelijke voor het besluit om de Nederlandse bijdrage aan de ISAF-missie in Afghanistan Task Force Uruzgan te verlengen met twee jaar. De missie werd  mede gericht op het versterken van het lokale Afghaanse bestuur. 
Hij was in 2008 samen met minister Verhagen verantwoordelijk voor het besluit om Nederlandse marineschepen in te zetten bij Operatie Atalanta, een operatie van de Europese Unie ter bestrijding van zeepiraterij voor de kust van Somalië en diende begin 2010 nog het wetsvoorstel Kaderwet veteranen in.
Rond de jaarwisseling van 2008 en 2009 ontstond er ophef rond een uitspraak, die hij in een interview zou hebben gedaan over de verlenging van de ISAF-missie. Er werd in de regering lang gesproken over een verlenging van deze missie na augustus 2010. Onenigheid tussen de regeringspartijen leidde tot de val van het kabinet. De missie werd uiteindelijk in 2010 afgerond. Nadat de PvdA-bewindslieden uit Balkenende IV waren vertrokken werd Van Middelkoop behalve Defensieminister ook minister voor Wonen, Wijken en Integratie. Dit bleef hij tot 14 oktober 2010, het einde van het demissionaire kabinet. 
In mei 2011 kreeg Van Middelkoop namens de Afghaanse president Karzai de zogenoemde Ghazi Mirbacha Khan High Level State Medal, vanwege zijn 'jarenlange inzet voor de relatie tussen beide landen'.

## Persoonlijk
Van Middelkoop is lid van de Gereformeerde Kerken vrijgemaakt. Hij is gehuwd en heeft vier kinderen: een dochter en drie zoons.
- Nederlandse Thesaurus van Auteursnamen: 071333568
- Parlement.com: vg09llqhx5zu
- Virtual International Authority File: 282681901
- WorldCat: E39PBJvxq49DBFg9f8xKhYHt8C